# Hallingdal
Hallingdal è una valle ed un distretto tradizionale della Norvegia, con circa 20.000 abitanti, situata nella contea di Buskerud. Include i comuni di Flå, Nesbyen, Gol, Hemsedal, Ål e Hol, i quali cooperano tramite la Corte Distrettuale di Hallingdal (Hallingdal tingrett).

## Geografia
Hallingdal è una delle valli più estese della Norvegia orientale: occupa una superficie di 5.830 km². Il punto più alto delle montagne che circondano la vallata è la cima Hallingskarvet (1.933); altre vette sono il Reineskarvet (1.789 m) e lo Skogshorn (1.728 m). La sezione centrale è invece relativamente piatta: l'altitudine varia da 700 a 1.100 m sul livello del mare. La valle è a forma di V ed è attraversata dal fiume Hallingdal, il quale ha origine nelle propaggini occidentali dell'altopiano di Hardangervidda e scorre nel tratto iniziale in direzione est per poi deviare a sud.

## Etimologia
Il toponimo è probabile che derivi dal termine haddr, vale a dire "acconciatura femminile", che può essere interpretato con il significato di "gente dai capelli lunghi". L'ultimo elemento della parola, -dal, sta invece per "valle". 

## Storia
Fin dalla preistoria, in particolare durante l'età del ferro, Hallingdal fiorì per il commercio del ferro estratto dalle zone paludose del territorio. Ubicata lungo le strade che collegavano la Norvegia orientale con quella occidentale, Hallingdal e le vallate limitrofe vennero in origine popolate da migranti provenienti da Ovest. Si verificò in ogni caso una mescolanza di questi con i cacciatori locali scesi dalle montagne circostanti. Il cardinale Nicola Breakspear (papa Adriano IV da dicembre del 1154 al 1159), che fu in Scandinavia in qualità di legato papale nel 1153, incorporò queste valli nella diocesi di Stavanger.

## Trasporti e curiosità
Il distretto è attraversato dalla ferrovia Oslo-Bergen e dalla Strada nazionale R7 (Riksvei 7).
Il capoluogo amministrativo Nesbyen è sede del Museo (all'aperto) di Hallingdal.
Hallingdal è la regione d'origine della danza popolare Halling, con circa 100 ÷ 115 battute al minuto. Oltre a Valdres, è l'unico distretto dove si suona ancora il langeleik, antico strumento della famiglia delle cetre.
La parlata locale (Hallingmål) appartiene al gruppo di dialetti con font Nynorsk parlati nella Norvegia orientale.